# Mariagrot (Oetingen)

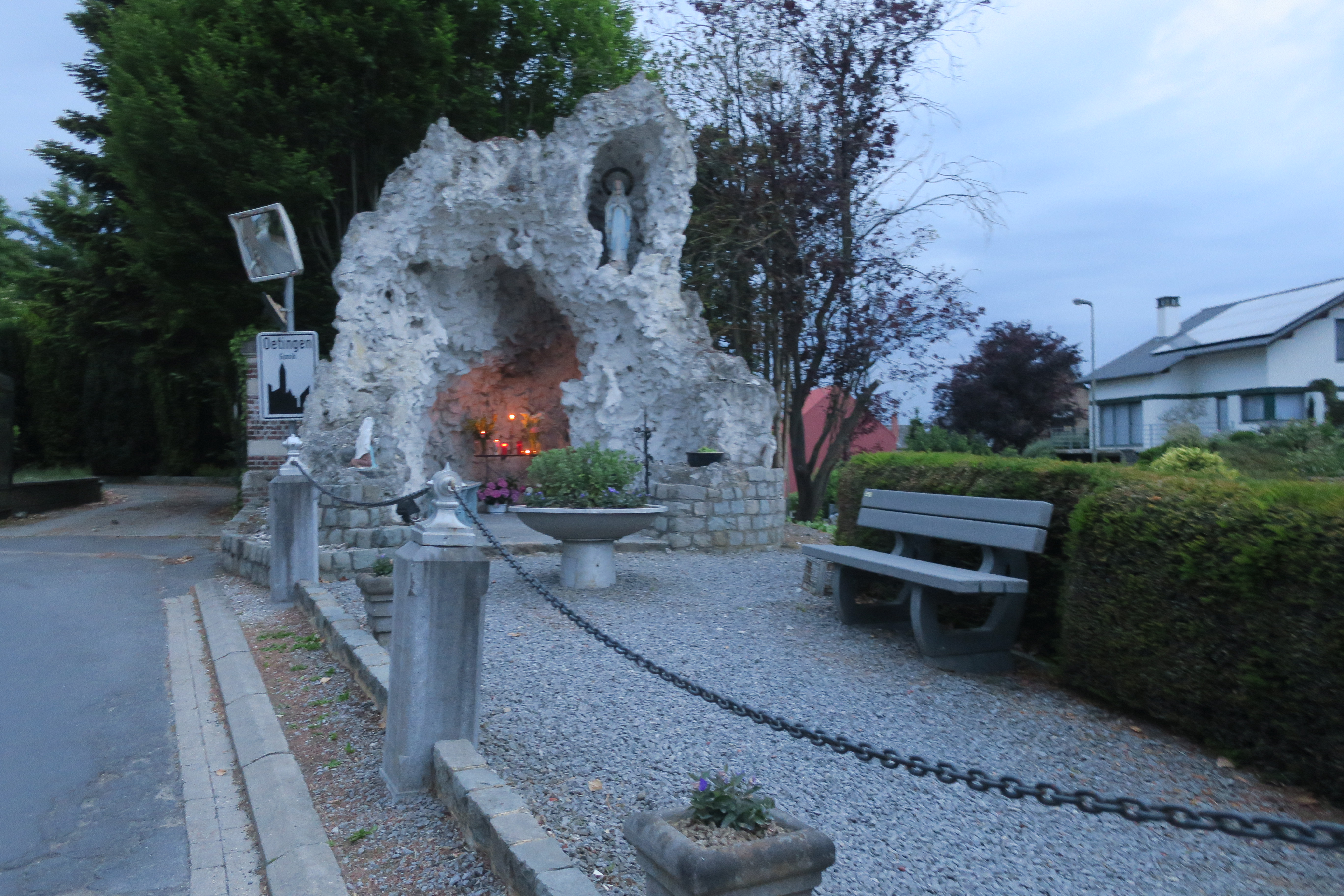

De Mariagrot is een kunstmatige grot gelegen op de hoek van de Kasteelstraat en de Kerstraat in Oetingen, deelgemeente van Pajottegem in de Belgisch provincie Vlaams-Brabant. De grot is aangeduid op de inventaris Onroerend Erfgoed als vastgesteld bouwkundig erfgoed.

## Historiek
Deze grot dateert van 1871 en behoort daardoor tot de oudste Lourdesgrotten in Vlaanderen. Ze werd gebouwd door barones Maria Peers de Nieuwburgh naar aanleiding van haar devotie tot de Heilige Maagd Maria. Haar landhuis getuigt ook van deze devotie door de plaatsing van een relatief groot Mariabeeld op de voorgevel. De grot werd zowel in 1976 als in 1993 gerestaureerd.

## Architectuur
De Mariagrot is een gecementeerde constructie, deels opgetrokken uit natuursteenblokken en bezit een kasseien plint. Links van de grot staat een rij bak- en zandstenen hekpijlers die oorspronkelijk een toegang van het domein aangaven.
Op een bordje in de grot staat een opschrift:
lourdesgrot
in 1871 liet barones
peers de nieuwburgh
deze grot bouwen
gerestaureerd in 1976 & 1993
door het buurtkomitee
De grotkapel behoort tot de eigendom van de Vereniging der Parochiale Werken van het Dekenaat Lennik. Door de ligging, opbouw, uitstraling en inplanting met omheining wordt een beschermende omgeving gecreëerd voor de bezoeker.
De Mariagrot ligt op de route van de Heilige Drievuldigheidsprocessie, ook wel de paardenprocessie van Kester genoemd.